# Diocesi di Orcisto
La diocesi di Orcisto (in latino Dioecesis Orcistena) è una sede soppressa del patriarcato di Costantinopoli e sede titolare della Chiesa cattolica.

## Storia
Orcisto, identificabile con Ortaköy (l'antica Alikel Yayla), nel distretto omonimo in Turchia, è un'antica sede episcopale della provincia romana della Galazia Seconda nella diocesi civile del Ponto. Faceva parte del patriarcato di Costantinopoli ed era suffraganea dell'arcidiocesi di Pessinonte.
Sono tre i vescovi attribuiti da Le Quien a questa antica diocesi: Domno, che intervenne al concilio di Efeso del 431; Longino, che partecipò al concilio di Calcedonia nel 451; e Segerma, che era presente al concilio in Trullo nel 692. La diocesi è menzionata nelle Notitiae Episcopatuum del patriarcato fino al XII secolo.
Dal XX secolo Orcisto è annoverata tra le sedi vescovili titolari della Chiesa cattolica; la sede è vacante dal 13 luglio 1967.

## Cronotassi

### Vescovi greci
- Domno † (menzionato nel 431)
- Longino † (menzionato nel 451)
- Segerma † (menzionato nel 692)

### Vescovi titolari
- Jean-Marie Mérel, M.E.P. † (20 aprile 1901 - 16 giugno 1921 nominato arcivescovo titolare di Craina)
- Ange-Marie-Joseph Gouin, M.E.P. † (27 aprile 1922 - 21 marzo 1945 deceduto)
- Armand Coupel † (29 dicembre 1945 - 20 marzo 1949 succeduto vescovo di Saint-Brieuc)
- Charles Hubert Le Blond † (24 agosto 1956 - 30 dicembre 1958 deceduto)
- Paul Piché, O.M.I. † (5 marzo 1959 - 13 luglio 1967 nominato vescovo di Mackenzie-Fort Smith)